# 海と夕陽と彼女の涙 ストロベリーフィールズ
『海と夕陽と彼女の涙 ストロベリーフィールズ』（うみとゆうひとかのじょのなみだ ストロベリーフィールズ）は、2006年に公開された日本映画。
ロケ地は太田隆文監督の出身地である和歌山県田辺市。第19回さっぽろ映画祭出品。第2回アジア海洋映画祭コンペティション部門正式出品。カンヌ映画祭フィルム・マーケット出品。
佐津川愛美は本作が初主演、東亜優は本作が映画初出演。

## キャスト
- 夏美：佐津川愛美
- マキ：谷村美月
- 理沙：芳賀優里亜
- 美香：東亜優
- 鉄男：波岡一喜
- 京子先生：伊藤裕子
- 長塚先生：並樹史朗
- マキの父：飯島大介
- マキの母：水沢有美
- 夏美の母：吉行由美
- 夏美の父：小西博之
- 春美：三船美佳
- 死神：奈佐健臣

## スタッフ
- 監督・脚本・編集：太田隆文
- 音楽：遠藤浩二
- 美術：石毛朗
- 照明：安部力
- 撮影：三木本久城
- 録音：塩原政勝
- 助監督：西保典
- 製作・プロデューサー：三木和史
- 協力：ストロベリーフィールズ実行委員会、和歌山県田辺市
- 企画協力：ブレス、goo（NTTレゾナント）
- 制作・配給：ビデオプランニング
- 共同配給：日本出版販売
- 製作：ビデオプランニング、日本出版販売、ワコー
- 主題歌：あべさとえ「空の模様」
- 挿入歌：あべさとえ「ひまわり」

## DVD
2007年2月2日に、映像特典を本編ディスクに収めたDVDが発売された。発売元はトライネットエンタテインメント、販売元はタキ・コーポレーション。